# 蒲才
蒲才（Phouk Chhay，1940年—1977年7月6日），化名杜（Touch），柬埔寨政治活动家、左翼学生运动领袖。
蒲才出生在茶胶省三隆县的一个极度贫苦的农民家庭，年轻的时候在寺庙中度过。1949年进入当地的学校学习。翌年，因参加山玉成领导的反抗法国殖民统治的斗争而被学校开除。不过他在1952年又考上了贡布省的一个学校，一直在那里学习到1956年毕业。随后他来到金边的一所高中学习法学及经济学。毕业后，在银行工作。
1964年9月，柬中友好协会成立，蒲才担任总书记，兰涅特担任为主席，符宁担任副主席。协会的其他著名的人士有胡荣、狄奥尔等人。该协会在北京有一个姐妹组织，称“中柬友好协会”。1960年中后期，中国发生文化大革命，该协会越来越倾向于毛泽东思想。
1965年，蒲才以柬中友协领导委员会成员、柬埔寨学生总协会主席、柬埔寨高棉王家社会主义青年联盟大学部部长的身份，率领柬埔寨高棉王家社会主义青年联盟代表团访问中国，于8月6日受到国家主席刘少奇的接见。8月8日，离开北京后去长沙、广州等地访问，随后回国。
1967年4月，左翼势力在马德望省发动三洛起义。同年9月，柬中友好协会被西哈努克亲王下令禁止活动，包括蒲才在内的数名成员被捕。1970年朗诺政变后，释放了包括蒲才及其他486名政治犯，随后他逃入丛林中，参加红色高棉运动，被任命为西南大区武装部队的政治委员。1971年9月30日，蒲才与乔森潘、胡荣、符宁、秀臣、宋成、乔帕娜莉、狄奥尔、贵敦、钦俊、卜·德斯科马、笃澎、沙洛特绍、乔蒂里、罗介托等知识分子代表九十一人共同发表《解放区知识分子的声明》，呼吁“敌占区”的僧侣、同胞、知识分子和青年起来反对美帝国主义及“朗诺—施里玛达—山玉成集团”。1972年3月，柬埔寨大学生联合会主席蒲才和柬埔寨民主青年联合会主席屠林再次号召书，“号召金边和敌占区的青年、大学生继续向朗诺—施里玛达—山玉成集团进行更加猛烈的斗争”。
蒲才的政治能力受到红色高棉的认可，他与朱杰（Chou Chet）试图将越南人作为反帝国主义斗争的盟友，这导致蒲才与塔莫的不和。1975年4月，红色高棉夺取政权后，蒲才被调往波成东国际机场工作，负责与外界打交道。他利用自己商业背景和外交经验从海外购买物资。他在此岗位工作了大约两年。
1977年3月14日，蒲才被逮捕，关押进S-21监狱。在几个月的酷刑审问之后，他承认自己是美国中央情报局的间谍。7月6日，蒲才与符宁及其他125人被带到琼邑克处决。